# Bogdan Pawlowitsch Willewalde

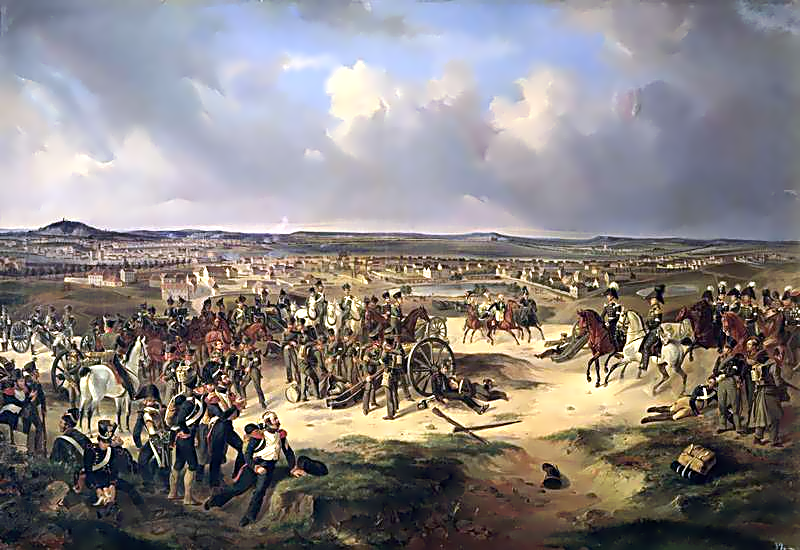
Schlacht bei Paris 1814, Gemälde von 1834

Bogdan Pawlowitsch Willewalde (russisch Богдан Павлович Виллевальде, wiss. Transliteration Bogdan Pavlovič Villeval'de; * 1818 oder 1819 in Pawlowsk, Russisches Kaiserreich; † 10. Apriljul. / 23. April 1903greg. in Dresden, Deutsches Kaiserreich) war ein russischer Maler und Pädagoge.

## Leben
Willewalde war adeliger Herkunft und seine Familie hatte im Königreich Bayern ihre Wurzeln.
In den Jahren von 1838 bis 1842 studierte Willewalde an der Petersburger Kunstakademie. Mehrheitlich wurde er dort A. I. Sauerweid und K. P. Brjullow unterrichtet.
Willewalde malte effektvolle Großgemälde, die historischen Siegen Russlands gewidmet waren, aber auch offizielle gesellschaftliche Ereignisse widerspiegelten. Ein Beispiel hierfür ist das Denkmal Tausend Jahre Russland (Тысячелетие России) in Nowgorod. Darüber hinaus widmete er sich Themen der aktuellen bzw. jüngeren russischen Geschichte, darunter auch Kriegsereignissen. Er reiste oft an Kriegsschauplätze, um sich die örtlichen Gegebenheiten zu verdeutlichen.

## Ehrungen
- Orden des Heiligen Stanislaus, 2. Klasse
- Orden des Heiligen Wladimir, 3. Klasse
- Orden des Heiligen Stanislaus, 1. Klasse

## Werke (Auswahl)
- Episode aus dem Russisch-Ungarischen Krieg (Эпизод из русско-венгерской войны) (1872)
- Schlacht bei Bystriza (Сражение при Быстрице) (1881)
- Skizze einer Schlacht (Батальный этюд) (1880er Jahre)
- Heldentat des (russischen) Reiterregiments in der Schlacht bei Austerlitz (Подвиг конного полка в сражении при Аустерлице в 1805 году) (1884, Artilleriemuseum Sankt Petersburg)
- Schlacht bei Austerlitz